# Amy Williams
Amy Joy Williams (Cambridge (Engeland), 29 september 1982) is een Britse skeletonracer. Ze vertegenwoordigde haar vaderland op de Olympische Winterspelen 2010 in Vancouver.

## Carrière
Bij haar wereldbekerdebuut, op 20 januari 2005 in Cesana Pariol, eindigde Williams op de zevenentwintigste plaats, een jaar later finishte ze in Altenberg voor het eerst in de top tien. Op 29 november 2007 stond de Britse in Calgary voor het eerst op het podium van een wereldbekerwedstrijd.
Williams nam in haar carrière vier keer deel aan de wereldkampioenschappen skeleton. Haar beste resultaat was de zilveren medaille op de wereldkampioenschappen skeleton 2009 in Lake Placid.
Tijdens de Olympische Winterspelen van 2010 in Vancouver veroverde Williams olympisch goud.

## Resultaten

### Olympische Spelen
| Jaar | Plaats    | Onderdeel   |
| ---- | --------- | ----------- |
| 2010 | Vancouver | Individueel |

### Wereldkampioenschappen
| Jaar | Plaats       | Onderdeel              |
| ---- | ------------ | ---------------------- |
| 2007 | Sankt Moritz | 7e Individueel         |
| 2008 | Altenberg    | 5e Individueel 4e Team |
| 2009 | Lake Placid  | Individueel · 5e Team  |
| 2012 | Lake Placid  | 5e Individueel         |

### Wereldbeker

#### Eindklasseringen
| Seizoen   | Rang |
| --------- | ---- |
| 2004/2005 | 37e  |
| 2005/2006 | 14e  |
| 2006/2007 | 13e  |
| 2007/2008 | 7e   |
| 2008/2009 | 5e   |
| 2009/2010 | 5e   |
| 2010/2011 | 17e  |
| 2011/2012 | 23e  |